# Ludwig Kastl

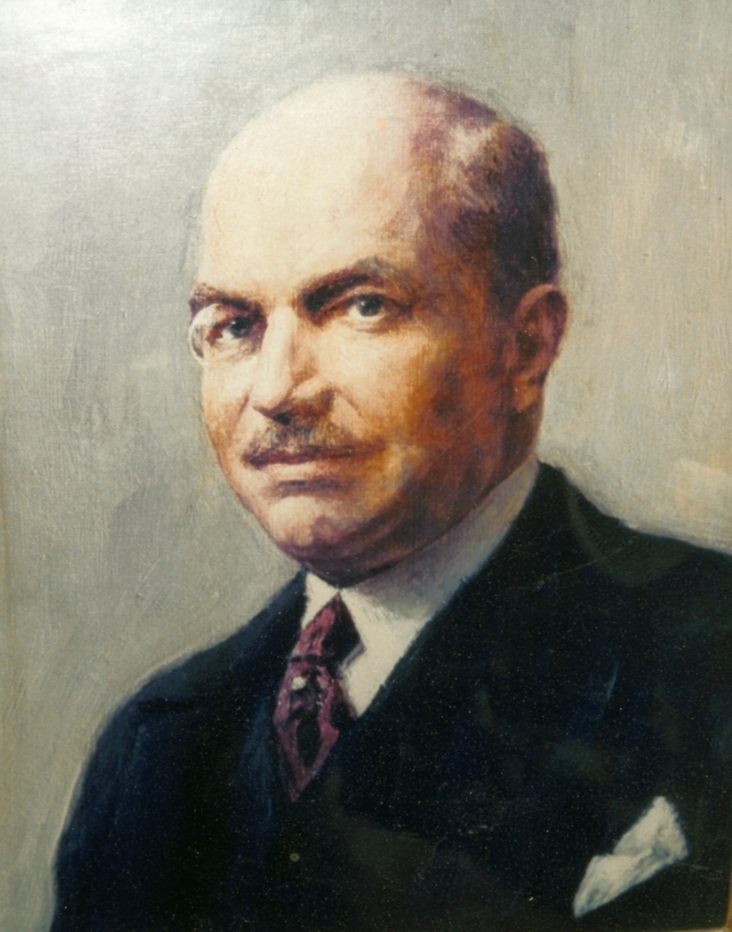
Ludwig Kastl

Ludwig Kastl (* 17. September 1878 auf der Altenbaumburg bei Altenbamberg; † 19. Mai 1969 auf dem Paulihof bei Hausham) war zunächst ein deutscher Kolonialbeamter. Später war er Verbandsvertreter der Industrie und Wirtschaftsfachmann.

## Familie
Er war der Sohn des Forstbeamten Liborius Kastl und Amalie Kastl (geb. Völcker). Kastl selbst heiratete 1907 Gertrud Otto. Aus der Ehe ging unter anderem der spätere Botschafter Jörg Kastl hervor.

## Leben
Kastl studierte zunächst an der Ludwig-Maximilians-Universität München und der Eberhard Karls Universität Tübingen Rechts- und Staatswissenschaften. 1899 wurde er im Corps Suevia München und im Corps Franconia Tübingen recipiert. In beiden Corps zeichnete er sich als Consenior aus. Als Inaktiver wechselte er an die Friedrich-Wilhelms-Universität zu Berlin und die Julius-Maximilians-Universität Würzburg.
Er begann seine Berufslaufbahn bei der Regierung von Oberbayern in München. 1906 trat er in die Kolonialabteilung des Auswärtigen Amtes ein. Vorausgegangen war ein längerer Aufenthalt in England. Er war seither in Deutsch-Südwestafrika tätig. Kastl war zunächst Bezirksrichter, dann Justiziar des Gouverneurs. Zwischen 1910 und 1912 war er Referent für die innere Verwaltung der Kolonie. Danach war er bis 1915 Chef der Finanzabteilung. Nach der Besetzung der Kolonie war er von 1915 bis 1920 als Kommissar der Mandatsmacht Südafrika Leiter der noch weiter bestehenden deutschen Verwaltung. Nach Deutschland zurückgekehrt, war Kastl im Rang eines Ministerialrates zunächst im Reichsfinanzministerium tätig. Er war dort Leiter der Reparationsabteilung. Er nahm an den Verhandlungen zum Dawes-Plan teil und verfasste in diesem Zusammenhang die Schrift „Deutschlands Wirtschaft, Währung und Finanzen.“
Im Jahr 1925 verließ Kastl den Staatsdienst. Er wurde geschäftsführendes Präsidiumsmitglied des Reichsverbands der Deutschen Industrie. Seine Berufung auf den Posten war Zeichen eines relativ moderaten Kurses des Verbandes in diesen Jahren. Er war bei Teilen der Organisation umstritten. Kritisch sahen ihn eine Reihe politisch weit rechts stehender Schwerindustrieller. Dabei spielte sicher auch eine Rolle, dass Kastl das konfrontative Vorgehen der Schwerindustriellen im Ruhreisenstreit von 1928 kritisch sah und betonte, dass dies ohne Absprachen mit dem RDI geschehen sei.
Daneben war er zwischen 1929 und 1932 Mitglied der Mandatskommission des Völkerbundes. Außerdem gehörte er neben den Hauptgesandten Hjalmar Schacht und Albert Vögler zusammen mit Carl Melchior als stellvertretender Delegierter 1929 zur Verhandlungsdelegation über den Young-Plan. Dabei erwiesen sich die inhaltlichen Meinungsunterschiede zwischen den Hauptdelegierten und den stellvertretenden Delegierten als Belastung für die deutsche Verhandlungsführung. Nach dem Rücktritt Vöglers wurde Kastl ordentlicher Delegierter. Im Jahr 1931/32 war er an den Verhandlungen zu einem internationalen Stillhalteabkommen für deutsche Auslandskredite beteiligt.
Kastl war 1927/28 Mitbegründer des Bund zur Erneuerung des Reiches. Er gehörte auch dem Komitee Pro Palästina an. 1931 trat er der Gesellschaft der Freunde bei.
Nach der Gleichschaltung des RDI infolge des Beginns der nationalsozialistischen Herrschaft wurde Kastl insbesondere von Otto Wagener, langjähriger Leiter der wirtschaftspolitischen Abteilung der NSDAP, wegen seiner jüdischen Abstammung zum Rücktritt gezwungen.
Kastl arbeitete danach mit seinem Sozius Hans Heinz Steffani als Rechtsanwalt. Er galt offenbar als regimekritischer Wirtschaftsfachmann. Bereits mit Blick auf die Nachkriegszeit wurde er 1944 Vorstandsmitglied bei MAN. Unmittelbar nach dem Krieg übernahm er als politisch Unbelasteter eine führende Rolle bei MAN in Nürnberg. Obwohl er bislang noch keinen Betrieb direkt geleitet hatte, trug er entscheidend zum Wiederaufbau des Unternehmens bei.
Kastl war von 1946 bis 1947 Präsident des Bayerischen Wirtschaftsrates. Er war Mitglied in zahlreichen Aufsichtsräten. Verschiedentlich trat er als Sachverständiger bei den Nürnberger Prozessen auf. Er trat 1948 als Entlastungszeuge im I.G.-Farben-Prozess auf. Im Jahr 1952 gehörte er zu der Verhandlungsdelegation bei der Auslandsschuldenkonferenz in London. Er hatte bis in das hohe Alter hinein zahlreiche Ehrenämter meist in wirtschaftsnahen Bereichen inne.

## Ehrungen
- 1953: Großes Verdienstkreuz der Bundesrepublik Deutschland